# Пергам (митологија)
Пергам је у грчкој митологији био Неоптелемов и Андромахин најмлађи син.

## Митологија
На Пергама је била љубоморна Неоптелемова супруга Хермиона, која са својим мужем није имала деце, па је покушала да га убије. Међутим, спасио га је Пелеј. После смрти Андромахиног трећег мужа, Хелена, мајка и син су отишли у Мизију. Након што је убио краља Теутраније, Арија, основао је град који је назвао према себи, Пергам, где је подигао светилиште својој мајци, која је поштована као божанство.

## Тумачење
Легенда о овом хероју не заузима значајније место у грчкој митологији, с обзиром да постоји тек пар референци у античкој књижевности, а чак ни толико у античкој иконографији. Међутим, иако миноран херој, битан је за пропаганду најмање две династије; Пирида из Епира и Аталида из Пергама. Под тим утицајем се мит и развијао.